# بايس لانديم
بايس لانديم هي بلدية في ولاية بياوي في المنطقة الشمالية الشرقية من البرازيل.   